# Parco del memoriale di Aurora
Il parco del memoriale di Aurora (in lingua inglese: Aurora Memorial Park) è un'area naturale protetta situata nella parte settentrionale delle Filippine nella regione del Luzon Centrale. Il parco venne istituito l'11 novembre 1937 con titolo  Boñgabon-Baler National Park con decreto No. 220, s. 1937 dell'allora presidente delle Filippine Manuel Quezón poi emendato nel 1941 e modificato nel 1949 in Aurora Memorial Park con decreto No. 130, s. 1949 dell'allora presidente Elpidio Quirino in memoria di Doña Aurora Quezón (1888-1949), moglie dell'ex presidente assassinata il 27 aprile di quell'anno. da membri armati dell'Hukbalahap.
Il parco occupa una superficie di 5 600 ettari ed è uno delle ventiquattro aree protette della Regione III delle Filippine: si sviluppa sulla catena montuosa delle Sierra Madre occupando i territori delle municipalità di Bongabon nella Nueva Ecija e di Baler nella provincia di Aurora.

## Flora
L'area protetta si eleva fra i 200 e i 1 000 m s.l.m. ed è caratterizzata dalla presenza di foreste pluviali costituite da Dipterocarpaceae e di bassa boscaglia intervallate da campi di riso e da piccoli insediamenti. Piccole zone di foresta montana punteggiano l'area.